# 101-in-1 Explosive Megamix
101-in-1 Explosive Megamix è un videogioco sviluppato da Nordcurrent e pubblicato da Atlus per il Nintendo DS. Inizialmente venne pubblicato in Europa nel 28 novembre 2008 e include 101 minigiochi. Una versione per il servizio WiiWare è stata pubblicata il 22 settembre 2011 in Europa e il 13 ottobre 2011 in Nord America.

## Modalità di gioco
Il giocatore può giocare a 101 minigiochi.
Ci sono vari generi di minigiochi, dai puzzle ai giochi di cucina, dagli sparatutto ai minigiochi sportivi.
All'inizio i minigiochi disponibili da giocare sono pochi, gli altri si possono sbloccare acquistandoli tramite delle monete che si possono guadagnare completando e rigiocando ai minigiochi già sbloccati in precedenza.
Ogni gioco ha un suo prezzo, più si sbloccano minigiochi, più le cifre del costo dei minigiochi saliranno.
Nel gioco è anche presente una modalità multiplayer in cui si può giocare ai minigiochi in 2 giocatori.

## 101-in-1 Games
Nel 2010, Nordcurrent pubblica una versione per dispositivi mobile del gioco chiamata 101-in-1 Games per iPhone e iPad, il gioco verrà successivamente pubblicato nel 2011 per i dispositivi Android.
Dal 2012 al 2014, Nordcurrent ha sviluppato e pubblicato, sempre per i dispositivi mobile, altri giochi 101-in-1 Games.
Tra questi giochi, ci sono:
- 101-in-1 Games HD, che ripropone la maggior parte dei minigiochi di 101-in-1 Games ma con grafica migliorata e nuove musiche, Alcuni minigiochi possono essere giocati in 2 giocatori sullo stesso dispositivo.
- 101-in-1 Games 2: Evolution, che è simile a 101-in-1 Games HD ma con minigiochi nuovi.
- 101-in-1 Games Anthology, uguale al classico 101-in-1 Games ma i minigiochi sono più impegnativi.